# Campeonato Catarinense de Futebol Sub-20 de 2021
O Campeonato Catarinense Sub-20 de 2021 da Série A, mais comumente conhecido como Catarinense Sub-20 2021, foi a 40ª edição desta competição de futebol em 2021. Por conta da pandemia de COVID-19 a edição que estava prevista para o ano de 2020, foi cancelada e adiada para o ano seguinte.
Com a participação do atual campeão Avaí, a competição contará com 7 equipes que lutam pelo título e por uma vaga na Copa do Brasil Sub-20 de 2022, bem como uma vaga para a Copa São Paulo de Futebol Júnior do mesmo ano. O Catarinense Sub-20, está previsto para ocorrer entre os dias 4 de setembro e 14 de novembro. Seguindo os protocolos de segurança e prevenção da Covid estabelecidos pela CBF, todos os jogos serão realizados sem a presença de público e todos os clubes deveram apresentar testes antes de cada partida.

## Formato e Regulamento
O Catarinense Sub-20 de 2021 — Série A, será disputado pelos sete clubes filiados a Federação Catarinense de Futebol, de acordo com o regulamento da competição e será dividida em três fases: Classificatórias, semifinais e finais.
Na primeira fase os clubes jogarão todos entre si, em sistema de turno único, conforme tabela elaborada pelo Departamento de Competições da FCF, com contagem corrida de pontos ganhos, classificando-se para a 2ª Fase (Semifinais), as 4 (quatro) primeiras colocadas. 
Na segunda fase o 1º colocado enfrenta o 4º colocado e o 2º colocado enfrenta o 3º colocado em jogos de ida e volta, e serão mandantes dos jogos de volta os clubes que obtiverem as 2 (duas) primeiras colocações na primeira fase.
Já na terceira fase as equipes jogarão entre si, dois jogos, e será mandante do jogo de volta (segunda partida), o clube que obtiver a melhor colocação somente na primeira fase, aplicando-se, em caso de empate, o disposto no art. 10 do Regulamento, aplicando-se, quanto à disputa, os mesmos critérios estabelecidos nos incisos do artigo antecedente, cujo vencedor será considerado o campeão da competição.

### Critérios de Desempate
Ao término da 1ª Fase (Inicial) no caso de dois ou mais clubes terminarem empatados em número de pontos ganhos, o critério de desempate será estabelecido sucessivamente pelos seguintes índices técnicos:
1. Maior número de vitórias;
2. Maior saldo de gols;
3. Maior número de gols pró;
4. Confronto direto, somente no caso de empate entre 2 (duas) associações;
5. Menor número de cartões vermelhos recebidos;
6. Menor numero de cartões amarelos recebidos;
7. Sorteio

### Regulamento
O Catarinense Sub-20 de 2021 — Série A, será regido pelo Regulamento Geral das Competições da FCF. A competição é restrita aos atletas, com idades até 20 anos. Será obrigatória a execução do Hino Nacional Brasileiro e do Hino do estado de Santa Catarina antes de todas as partidas válidas por esta competição, conforme estabelece a Lei Estadual nº 16.078, de 31 de julho de 2013, e o art. 130, do Regulamento Geral das Competições da FCF.

## Equipes Participantes
| Equipe       | Cidade        | Em 2019 | Estádio (Mando)          | Títulos (Último) |
| ------------ | ------------- | ------- | ------------------------ | ---------------- |
| Avaí         | Florianópolis | 1°      | C.F.A. Avaí              | 8 (em 2019)      |
| Brusque      | Brusque       | 8°      | C.T. Brusque             | 0 (não possui)   |
| Concórdia    | Concórdia     | ND      | Domingos Machado de Lima | 0 (não possui)   |
| Chapecoense  | Chapecó       | 2°      | C.T. Chapecoense         | 2 (em 2018)      |
| Criciúma     | Criciúma      | 3°      | C.T. Criciúma            | 13 (em 2013)     |
| Hercílio Luz | Tubarão       | ND      | Aníbal Costa             | 0 (não possui)   |
| Joinville    | Joinville     | 4°      | C.T. Joinville           | 6 (em 1998)      |

## Primeira fase
Classificação da competição, de acordo com a tabela de jogos.

## Fase Final
Em itálico, as equipes que disputaram a primeira partida como mandante e em negrito as equipes classificadas.
|  | Semifinais De 28 de outubro a 3 de novembro | Semifinais De 28 de outubro a 3 de novembro | Semifinais De 28 de outubro a 3 de novembro | Semifinais De 28 de outubro a 3 de novembro |       |          | Final De 9 de novembro a 14 de novembro | Final De 9 de novembro a 14 de novembro | Final De 9 de novembro a 14 de novembro | Final De 9 de novembro a 14 de novembro |
|  |                                             |                                             |                                             |                                             |       |          |                                         |                                         |                                         |                                         |
|  | Criciúma                                    | 0                                           | 1                                           | 1                                           |       |          |                                         |                                         |                                         |                                         |
|  | Concórdia                                   | 0                                           | 0                                           | 0                                           |       |          |                                         |                                         |                                         |                                         |
|  | Concórdia                                   | 0                                           | 0                                           | 0                                           |       | Criciúma | 0                                       | 1                                       | 1 (3)                                   |                                         |
|  |                                             |                                             |                                             |                                             |       | Criciúma | 0                                       | 1                                       | 1 (3)                                   |                                         |
|  |                                             | Avaí                                        | 1                                           | 0                                           | 1 (4) |          |                                         |                                         |                                         |                                         |
|  | Avaí                                        | Avaí                                        | 1                                           | 0                                           | 1 (4) | 1        | 2                                       | 3                                       |                                         |                                         |
|  | Avaí                                        |                                             |                                             |                                             |       | 1        | 2                                       | 3                                       |                                         |                                         |
|  | Joinville                                   | 0                                           | 0                                           | 0                                           |       |          |                                         |                                         |                                         |                                         |

## Final

### Jogo da ida
| 9 de novembro | Avaí       | 1 – 0  | Criciúma | Ressacada, Florianópolis              |
| 19:30         | Andrey 54' | Súmula |          | Árbitro: SC Dioneglei da Silva Vianna |

| 14 de novembro | Criciúma          | 1 – 0  | Avaí | Heriberto Hülse, Criciúma       |
| 17:00          | Léo Gonçalves 26' | Súmula |      | Árbitro: SC Júlio César Pfleger |

|  |       | Penalidades |
|  | 3 – 4 |             |

## Premiação
| Catarinense Sub-20 de 2021 — Série A |
| ------------------------------------ |
| Avaí Campeão (9° título)             |